# Jean Poueigh
Jean Marie Octave Géraud Poueigh (Tolosa de Llenguadoc, 24 de febrer de 1876 - Olivet, 14 d'octubre de 1958) fou un compositor, musicòleg, crític i folklorista francès.
En la seva vila nadiua estudià la carrera de Dret, i ensems es dedicà a estudiar la música; posteriorment es traslladà a París per a perfeccionar-se en aquest art, singularment en la composició, tenint per professors com Caussade, Fauré i d'Indy.
Va publicar: una Sonate per a piano i violi (1906), Fürm, suite per a orquestra (1906); Dentellière de réve, per a cant i orquestra (1907); tres peces per a piano amb el títol Pointes sèches (1908), i Les lontains, fragment d'un poema dramàtic per a solo, orquestra i cor.
També són d'aquest compositor el drama líric Le meneur de Louves, en cinc actes; La ronde du Blé d'Amour, per a cor mixt i orquestra; una Marche triomphale, etc. Va publicar harmonitzades en la revista Les Chansons de France (1907-08), cançons populars del Llenguadoc i la Gasconya; tres cançons del País d'Oc, 14 cançons antigues, etc. Sobre crítica musical va escriure en diversos diaris i publicat l'obra Musiciens français d'aujour d'hui (1911) amb el pseudònim Octave Séré.